# フランソワ (ヴァンドーム伯)
フランソワ・ド・ブルボン＝ヴァンドーム（François de Bourbon-Vendôme, 1470年 - 1495年10月30日）は、ヴァロワ朝期のフランス貴族。ヴァンドーム伯。ブルボン家傍系のヴァンドーム伯ジャン8世と妻イザベル・ド・ボーヴォーの息子。フランス王アンリ4世の曾祖父であり、またスコットランド女王メアリー・ステュアートの母方の曾祖父にも当たる。
1477年、父の死により7歳で伯位を継承した。1487年にサン＝ポル女伯マリー・ド・リュクサンブールと結婚し、4男2女をもうけた。
- シャルル（1489年 - 1537年） - ヴァンドーム公、ソワソン伯
- ジャック（1490年 - 1491年）
- フランソワ（1491年 - 1545年） - サン＝ポル伯、エストゥトヴィル公
- ルイ（英語版）（1493年 - 1557年） - サンス大司教、枢機卿
- アントワネット（1493年 - 1583年） - 1513年、ギーズ公クロードと結婚
- ルイーズ（1495年 - 1575年） - フォントヴロー女子修道院長